# Записки из Мёртвого дома
«Запи́ски из Мёртвого до́ма» (рус. дореф. Записки изъ Мертваго дома) — повесть Фёдора Достоевского, написанная в 1860—1862 годах. Создана под впечатлением от заключения в Омском остроге в 1850—1854 годах. Несколько фрагментов не вошли в окончательный текст.

## История создания
Повесть носит документальный характер и знакомит читателя с бытом заключённых преступников в Сибири второй половины XIX века. Писатель художественно осмыслил всё увиденное и пережитое за четыре года каторги в Омске (с 1850 по 1854 годы), будучи сосланным туда по делу петрашевцев. Произведение создавалось с 1860 по 1862 года, первые главы были опубликованы в журнале «Время».

## Сюжет
Повествование ведётся от лица главного героя, Александра Петровича Горянчикова, дворянина, оказавшегося на каторге сроком на 10 лет за убийство жены. Убив жену из ревности, Александр Петрович сам признался в убийстве, а отбыв каторгу, оборвал все связи с родственниками и остался на поселении в сибирском городе К., ведя замкнутый образ жизни и зарабатывая на жизнь репетиторством. Одним из немногих его развлечений остаётся чтение и литературные зарисовки о каторге. Собственно «заживо Мёртвым домом», давшим название повести, автор называет острог, где каторжане отбывают заключение, а свои записи — «Сцены из мёртвого дома».

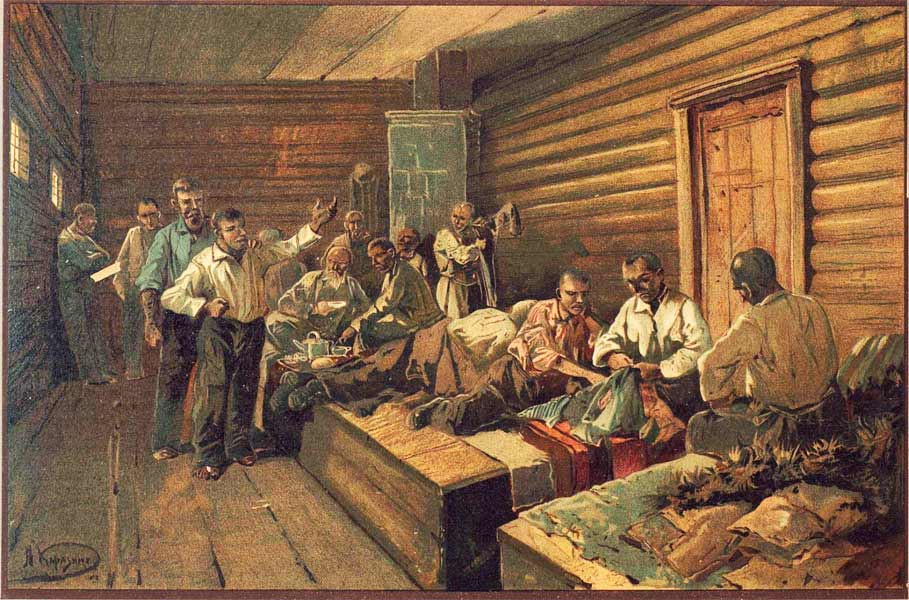
Николай Каразин. Иллюстрация к повести Ф. Достоевского «Записки из мертвого дома», 1893

Оказавшись в остроге, дворянин Горянчиков остро переживает своё заключение, которое отягощается непривычной крестьянской средой. Большинство арестантов не принимают его за равного, одновременно и презирая его за непрактичность, брезгливость, и уважая его дворянство. Пережив первый шок, Горянчиков с интересом принимается изучать быт обитателей острога, открывая для себя «простой народ», его низкие и возвышенные стороны.
Горянчиков попадает в так называемый «второй разряд», в крепость. Всего в Сибирской каторге в XIX веке существовало три разряда: первый (в рудниках), второй (в крепостях) и третий (заводской). Считалось, что тяжесть каторги уменьшается от первого к третьему разряду (см. Каторга). Однако, по свидетельству Горянчикова, второй разряд был самым строгим, так как был под военным управлением, а арестанты всегда находились под наблюдением. Многие из каторжан второго разряда говорили в пользу первого и третьего разрядов. Помимо этих разрядов, наряду с обычными арестантами, в крепости, куда был заключён Горянчиков, содержалось «особое отделение», в которое определялись арестанты на каторжные бессрочные работы за особенно тяжёлые преступления. «Особое отделение» в своде законов описывалось следующим образом «Учреждается при таком-то остроге особое отделение, для самых важных преступников, впредь до открытия в Сибири самых тяжких каторжных работ».
Повесть не имеет целостного сюжета и предстаёт перед читателями в виде небольших зарисовок, впрочем, выстроенных в хронологическом порядке. В главах повести встречаются личные впечатления автора, истории из жизни других каторжан, психологические зарисовки и глубокие философские размышления.
Подробно описываются быт и нравы заключённых, отношения каторжан друг к другу, вере и преступлениям. Из повести можно узнать, на какие работы привлекались каторжане, как зарабатывали деньги, как проносили в острог вино, о чём мечтали, как развлекались, как относились к начальству и работе. Что было запрещено, что разрешено, на что начальство смотрело сквозь пальцы, как происходило наказание каторжан. Рассматривается национальный состав каторжан, их отношения к заключению, к заключённым других национальностей и сословий.

## Персонажи
- Горянчиков Александр Петрович — главный герой повести, от лица которого ведётся рассказ.
- Аким Акимыч — один из четырёх бывших дворян, товарищ Горянчикова, старший арестант по казарме. Осуждён на 12 лет за расстрел кавказского князька, зажёгшего его крепость. Крайне педантичный и до глупости благонравный человек.
- Газин — каторжник-целовальник, торговец вином, татарин, самый сильный каторжанин в остроге. Славился тем, что совершал преступления, убивая маленьких невинных детей, наслаждаясь их страхом и мучениями.
- Сироткин — бывший рекрут, 23 года, попавший на каторгу за убийство командира.
- Дутов — бывший солдат, бросившийся на караульного офицера, чтобы отдалить наказание (прогон сквозь строй) и получивший ещё больший срок.
- Орлов — убийца, обладающий сильной волей, совершенно бесстрашный перед наказаниями и испытаниями. Умер в госпитале не выдержав второй половины наказания палками.
- Нурра — горец, лезгин, весёлый, нетерпимый к воровству, пьянству, набожен, любимец каторжан.
- Алей — дагестанец, 22 года, попавший на каторгу со старшими братьями за нападение на армянского купца. Сосед по нарам Горянчикова, близко сошедшегося с ним и научившего Алея читать и писать по-русски.
- Бумштейн Исай Фомич — еврей, попавший на каторгу за убийство. Ростовщик и ювелир. Был в дружеских отношениях с Горянчиковым.
- Осип — контрабандист, возводивший контрабанду в ранг искусства, в остроге проносил вино. Панически боялся наказаний и много раз зарекался заниматься проносом, однако всё равно срывался. Большую часть времени работал поваром, за деньги арестантов готовя отдельную (не казённую) еду (в том числе и Горянчикову).
- Сушилов — арестант, поменявшийся именем на этапе с другим заключённым: за рубль серебром и красную рубаху сменивший поселение на вечную каторгу. Прислуживал Горянчикову.
- А-в — один из четырёх дворян. Получил 10 лет каторги за ложный донос, на котором хотел заработать денег. Каторга не привела его к раскаянию, а развратила, превратив в доносчика и подлеца. Автор использует этого персонажа для изображения полного морального падения человека. Один из участников побега.
- Настасья Ивановна — вдова, бескорыстно заботящаяся об каторжанах.
- Петров — бывший солдат, попал на каторгу, заколов полковника на ученьях, за то, что тот его несправедливо ударил. Характеризуется как самый решительный каторжанин. Симпатизировал Горянчикову, но относился к нему как к несамостоятельному человеку, диковинке острога.
- Баклушин — попал на каторгу за убийство немца, сосватавшего его невесту. Организатор театра в остроге.
- Лучка — «из хохлов <…> в сущности русский, а только родился на юге, кажется, дворовым человеком»; попал на каторгу за убийство шести человек, уже в заключении убил начальника тюрьмы.
- Устьянцев — бывший солдат; чтобы избежать наказания, выпил вина, настоянного на табаке, чтобы вызывать чахотку, от которой впоследствии скончался.
- Михайлов — ещё очень молодой человек, лет двадцати пяти, не более, высокий, тонкий, чрезвычайно благообразной наружности, у него были прекрасные глаза; каторжанин, умерший в военном госпитале от чахотки.
- Жеребятников — поручик, экзекутор с садистскими наклонностями.
- Смекалов — поручик, экзекутор, имевший популярность среди каторжан.
- Шишков — арестант, попавший на каторгу за убийство жены (рассказ «Акулькин муж»).
- Куликов — цыган, конокрад, острожный ветеринар. Один из участников побега.
- Елкин — сибиряк, попавший в каторгу за фальшивомонетничество. Острожный ветеринар, быстро отобравший у Куликова его практику.
- В повести фигурирует безымянный четвёртый дворянин, легкомысленный, взбалмошный, нерассудительный и нежестокий человек, ложно обвинённый в убийстве отца, оправданный и освобождённый от каторги лишь через десять лет. Прототип Дмитрия из романа Братья Карамазовы.
- Чекунов - один больной в госпитале из исправительной роты, седой солдат, который уверял, что знал многих из прежде сосланных дворян, называя их по имени (на лице его было написано, что он врёт).

## Влияние на дальнейшее творчество
Несмотря на то что «Записки из Мертвого дома» содержат в себе далеко не все воспоминания Достоевского о каторге, значительно повлиявшей на дальнейшее творчество писателя, в данном произведении содержится множество образов и сюжетов, появляющихся в более поздних произведениях автора. Сам Достоевский после каторги писал брату Михаилу: «Сколько я вынес из каторги народных типов, характеров… На целые томы достанет».
Уже в повести «Дядюшкин сон» появляется ювелир Исай Бумштейн, представляющий собой сокаторжника Достоевского, ювелира Исая Фомича Бумштейна из «Записок». А рассказ о болезни учителя Василия повторяет рассказ Достоевского об арестанте Устьянцеве: «Я знал одного арестанта… приговоренного к полному числу палок. Он до того заробел, что накануне наказания решился выпить кружку вина, настояв в нём нюхательного табаку… С ним началась рвота с кровью… Эта рвота до того расстроила его грудь, что через несколько дней в нём открылись признаки настоящей чахотки, от которой он умер через полгода».
В повести «Записки из подполья» появляется рижанка Лиза, прототипом которой выступила рижанка Луиза из «Записок из Мёртвого дома».
Из черновиков романа «Преступление и наказание» следует, что одним из прообразов Свидригайлова послужил сокаторжник Достоевского Павел Аристов. В некоторых случаях «Записки» могут восполнить отсутствующую в черновиках информацию. Например, маляр Дементьев, принимающий на себя вину в убийстве, напоминает старика арестанта, желающего пострадать и для этого симулирующего покушение на убийство унтер-офицера. История о милостыни Раскольникову от прохожих также происходит из «Записок», где подобное случается с Горянчиковым.
Прообраз «Федьки-каторжника» из романа «Бесы» также обнаруживается в «Записках». В черновиках «Бесов» этот персонаж называется Кулишов или Куликов. Исследователи писали: «Возможно, что Достоевский подразумевает здесь лицо какого-нибудь реального преступника, но выяснить его не удалось. Литературный же образ Кулишова доходит до „Бесов“, переименовываясь в последней редакции в „Федьку-каторжника“. В „Житии великого грешника“ существует промежуточное звено в виде Осипа Куликова. Вошло в „Бесы“ и убийство Куликовым хромоножки и капитана…». Филолог Моисей Альтман замечает, что если обратиться к «Запискам», то в них можно обнаружить арестанта Куликова, послужившего прообразом для персонажа.